# Mountifort Longfield
Samuel Mountifort Longfield (* 1802 in Desertserges, County Cork; † 21. November 1884 in Dublin) war ein irischer Anwalt und Wirtschaftswissenschaftler. Er war der erste Inhaber des Lehrstuhls für politische Ökonomie am Trinity College Dublin. Er gab die Professur 1834 wieder auf, um die besser dotierte Regius Professorship of Feudal and English Law zu übernehmen.
Seine Ausführungen in seinem Hauptwerk „Lectures on Political Economy“ waren für ihre Zeit ungewöhnlich und wurden erst nach 1900 wiederentdeckt. Laut Joseph Schumpeter hätte sich das System Longfields „auch 1890 noch (…) sehen lassen können“.
Seine wichtigsten Ansätze kreisen um die Arbeitswerttheorie, eine Analyse des Kapitals und eine Verteilungstheorie (aufbauend auf einem Konzept der Grenzproduktivität) und nahm wichtige Ansätze der österreichischen Schule, etwa von
Eugen Böhm von Bawerk vorweg. Er gilt insofern als Vertreter der Grenznutzentheorie avant la lettre.

## Werke
- Four Lectures on Poor Laws, 1834.
- Lectures on Political Economy, 1834 ISBN 1-4099-5919-8
- Three Lectures on Commerce and One on Absenteeism, 1835